# 十三足球俱乐部
十三足球俱乐部（葡萄牙语：Treze Futebol Clube），巴西帕拉伊巴大坎皮纳的一个足球俱乐部。该队成立于1925年。

## 標題
- 帕拉伊巴錦標賽: 15

1940, 1941, 1950, 1966, 1975, 1981, 1982, 1983, 1989, 2000, 2001, 2005, 2006, 2010, 2011.